# Ardices orbis
Ardices orbis är en fjärilsart som beskrevs av Guen. Ardices orbis ingår i släktet Ardices och familjen björnspinnare. Inga underarter finns listade i Catalogue of Life.